# Isodrepanium
Isodrepanium là một chi rêu trong họ Neckeraceae.